# Guca Domenico
Guca Domenico ou Carlos Augusto Mastrodomenico, descendente de italianos, nasceu em Santa Cruz do Rio Pardo, São Paulo, no dia 23 de maio de 1959. Compositor, cantor, poeta, escritor e um dos fundadores do Lingua de Trapo, é bacharel em Comunicação Social formado pela Faculdade Cásper Líbero, São Paulo. Públicou mais de 12 livros e 11 discos, sendo 7 com o Lingua de Trapo.

## Biografia
Aos 11 anos de idade, seu pai iniciou uma coleção de fascículos da editora Abril com a história dos grandes compositores da música popular brasileira, e ele se interessou pela história de Noel Rosa, Dorival Caymmi, Tom Jobim, Lamartine Babo, Ary Barroso, entre outros: decidiu que também seria compositor. Era um sonho irreal para o garoto interiorano e só o destino poderia aplainar o caminho.
Em 1979, já na faculdade, conheceu Laert Sarrumor, Carlos Melo, Pituco e Lizoel Costa e formaram o Língua de Trapo, nos estertores do regime militar. No mesmo ano, iniciou uma colaboração na Folhinha de São Paulo, escrevendo uma página dedicada ao público adolescente.
De 1982 a 1987 não fez shows e foi cozinheiro naturalista (Artemísia), marceneiro (Pau-Pau) e professor de violão popular (Conservatório Souza Lima). Desde sempre, Guca escreveu poesias que a princípio, eram letras de música, depois foi se soltando da rigidez e da métrica. Em 1989, lançou o livro de poesias "Sete Poemas e Uma Flor", numa edição artesanal de luxo (100 exemplares) decorado com oshibana.
Seguiu os passos da mãe ao trabalhar como professor de Educazione Musicale, em 1990, na Scuola Eugenio Montale, em São Paulo. A princípio, aceitou o convite para atender a um colega que estava deixando a escola e não queria que se perdesse o trabalho realizado com os alunos. Guca relutou, mas acabou aceitando. Para sua sorte. Na Eugenio Montale reencontrou suas origens italianas.
Em 1992, lançou seu primeiro álbum solo "Veloz", com 14 composições inéditas, sendo 8 parcerias com o poeta Gerson Ney França.
Em 1992 foi convidado para trabalhar como ator de publicidade e participou de mais de 50 filmes. Voltou a jornalismo, em 1997, colaborando semanalmente no jornal "Debate", de Santa Cruz do Rio Pardo, escrevendo cronistórias da cidade e uma coluna de esportes.
Em 2001 lançou seu segundo álbum solo "Te vejo", com 10 músicas inéditas (regravou "Musaico"), em parcerias com Paulo Leminski, Carlos Melo e Mauro Lacidogna.
Lançou "O jovem Noel Rosa" em 2003, livro que recebeu a chancela de Altamente Recomendável do Instituto Brasileiro do Livro Infanto-Juvenil e em parceria com Lauret Godoy, lançou "O jovem Santos-Dumont" (considerado o Livro do Ano, pelo programa "São Paulo de Todos os Tempos", da Rádio Eldorado), além de participar da coletânea de contos "Zodíaco", pela editora Nova Alexandria.
Em 2005 Guca acabou voltando ao grupo que ajudou a fundar e ficou até 2007, quando saiu novamente por incompatibilidade de agenda com a carreira solo. Em dezembro do mesmo ano, lançou o livro infantil "Olhe o desperdício, Coelho Felício", em parceria com Neno Alves, pela editora Nova Alexandria. Este livro foi adquirido pelo Ministério da Educação para ser distribuído para todo o Brasil, no programa de incentivo à leitura do Programa Nacional do Livro Didático 2010.
Em 2007, lançou o terceiro álbum solo "Vislumbres", com 12 músicas inéditas, em parcerias com Alice Ruiz, Danylo Galvão, Carlos Melo e Paulo Sustenido. O disco tem participação da cantora Vanessa Falabella.
Lançou em 2009 o livro "A poluição tem solução" que também foi adquirido pelo Ministério da Educação para ser distribuído para todo o Brasil, no programa de incentivo à leitura do Programa Nacional do Livro Didático, 2013.
Em 2011, lançou pela Draps Songs "Eterno Retorno", quarto disco solo, contendo 12 composições inéditas em parceria com o poeta Aguinaldo de Bastos, com participações de Cristóvão Bastos, Toninho Ferragutti, Arismar do Espírito Santo, Bia Góes, Lula Barbosa e Orquestra.
Participa regularmente de feiras de livro com a aula-show sobre Noel Rosa, além de dar palestras motivacionais bem humoradas, contando casos e parábolas.

## Carreira

### Livros
| Ano  | Título                                                     | Ref.   |
| ---- | ---------------------------------------------------------- | ------ |
| 1987 | "7 Poemas e Uma Flor"                                      | [ 3 ]  |
| 1999 | "Um Campeonato de piadas", com Laert Sarrumor              | [ 4 ]  |
| 2000 | "Gato Pardo"                                               | [ 3 ]  |
| 2003 | "O jovem Noel Rosa"                                        | [ 5 ]  |
| 2003 | "1001 Desculpas Esfarrapadas"                              | [ 6 ]  |
| 2004 | "O jovem Luther King" (com o pseudônimo de Christy Witman) | [ 7 ]  |
| 2005 | "O jovem Santos-Dumont", em parceria com Lauret Godoy      | [ 8 ]  |
| 2006 | "1001 Desculpas Esfarrapadas de Políticos"                 | [ 9 ]  |
| 2007 | "Olhe o desperdício, Coelho Felício"                       | [ 3 ]  |
| 2008 | "A poluição tem solução"                                   | [ 10 ] |
| 2008 | "Breve História da Bossa Nova"                             | [ 3 ]  |
| 2012 | "Em mim dentro chove quando estou deserto"                 | [ 11 ] |
| 2012 | "Cronistória Santacruzense"                                | [ 12 ] |

### Discos
Pelo selo Draps Songs gravou os CDs:
- Veloz (1992)
- Te Vejo (2001)
- Vislumbres (2007)
- Eterno Retorno (2011)
- Impressões (2013)
- Tio Izidoro (2015)
- Amor (2019)

### Canções
Compôs muitas canções gravadas por diversos intérpretes:
- Língua de Trapo - "Quem ama não mata", "Tragédia afrodisíaca", "Romance em Angra", "O que é isso, companheiro?", "Fado da falência", "Fim-de-século" e "Plano diabólico", "Ratatá no Zumzumzum" e "Circular 46".
- Ana de Hollanda - "Musaico"
- Tetê Espíndola - "Relógio da Paulista"
- Pena Branca - "Espera eu chegar" e "A banana deu no pé" - vencedor do Grammy Latino 2002 de Álbum de Música Regional
- Gereba - "Falsa" e "Agarradinho eu vou"
- Forró Charanga - "Forró e gol" e "Agarradinho eu vou"
- Kapenga Ventura - "Tá na mão", "Chinesa", "Perfeita", "Lugar algum", "Terra de surdo", "Amador", "Pulsaris", "Ah, se…", "A banana deu no pé" e "Jogo de dama"
- Passoca - "Relógio da Paulista", "Costume paulista" e "Sabiácidade"
- Gigi Acquas -"Noi siammo qua" - na Itália.
- Laura Campaner - "Lícito"
- Trovadores Urbanos - "Relógio da Paulista"
- Irineu de Palmira - "Sem descanso"
- Silvia Handroo - "Ampulheta"
- Marco Neves - "Venha"
- Tino de Lucca - "Código"
- André Mastro - "Sem descanso" e "Circular 46"
- Paula Souto - "Coisa vem" "O mal que você me faz" e "O ser teu"
- The Boche - "Caloteira"
- Neusinha Brás - "Te vejo" e "Místico é o amor"
- Deni Domenico - "Toda luz", "O guaraná" e "Pressa menina", "Essa distância", "A mulher tem asas", "Entre nós dois" e "Casa bonita"